# Ordines, Familiae, Tribi, Genera
Ordines, Familiae, Tribi, Genera (abreviado Ord. Fam. Prof. Nakai) es un libro con ilustraciones y descripciones botánicas que fue escrito por el botánico japonés Takenoshin Nakai y publicado en Tokio en el año 1943 con el nombre de Ordines, Familiae, Tribi, Genera, Sectiones ... novis edita. Appendix. Quaestiones characterium naturalium plantarum.